# Phrynobatrachus africanus
Phrynobatrachus africanus is een kikker uit de familie Phrynobatrachidae en het geslacht Phrynobatrachus. De soort werd voor het eerst wetenschappelijk beschreven door Edward Hallowell in 1858. Oorspronkelijk werd de wetenschappelijke naam Heteroglossa africana en later werd de naam Arthroleptis africana  gebruikt.
De soort komt voor in delen van Afrika en leeft in de landen Kameroen, Gabon, Congo-Kinshasa, Equatoriaal-Guinea, de Centraal-Afrikaanse Republiek en Congo-Brazzaville. Mogelijk komt de soort ook voor in Angola, Congo-Kinshasa en Nigeria.